# Lewis Lougher
Lewis Lougher est un homme d'affaires et homme politique conservateur gallois né le 1er octobre 1871 et mort le 28 août 1955. Fondateur d'une compagnie maritime à succès à Cardiff, il est député à la Chambre des communes de 1922 à 1923, puis de 1923 à 1929.

## Biographie

### Origines
Lewis Lougher naît le 1er octobre 1871 dans une famille du Glamorgan. Après des études au Cardiff Technical College (en), il entre en apprentissage chez des marchands de grain avant de se réorienter dans le transport maritime, un secteur en pleine croissance à Cardiff qui est alors le principal port d'exportation du charbon gallois.

### Carrière marchande
Lougher fonde en 1910 sa propre compagnie maritime, la Lewis Lougher & Co., basée dans les docks de Butetown. Par la suite, il devient président de plusieurs syndicats professionnels, ainsi que de la chambre de commerce de Cardiff. Dans les années 1930, il finance le développement du quartier de Radyr (en), dans l'ouest de la ville.

### Carrière politique
Membre du Parti conservateur, Lewis Lougher siège au conseil de comté du Glamorgan (en) de 1922 à 1949. Il est élu député de Cardiff East (en) lors des élections générales de 1922, mais perd son siège dès les élections suivantes, en 1923. Il retourne à la Chambre des communes en 1924, mais pour une autre circonscription, celle de Cardiff Central (en). Il est à nouveau candidat malheureux à sa réélection lors des élections de 1929.
Lougher exerce également les fonctions de juge de paix pour le Glamorgan et de high sheriff du Glamorgan (en) en 1931. Il est fait Knight Bachelor en 1929.